# Bricchetta

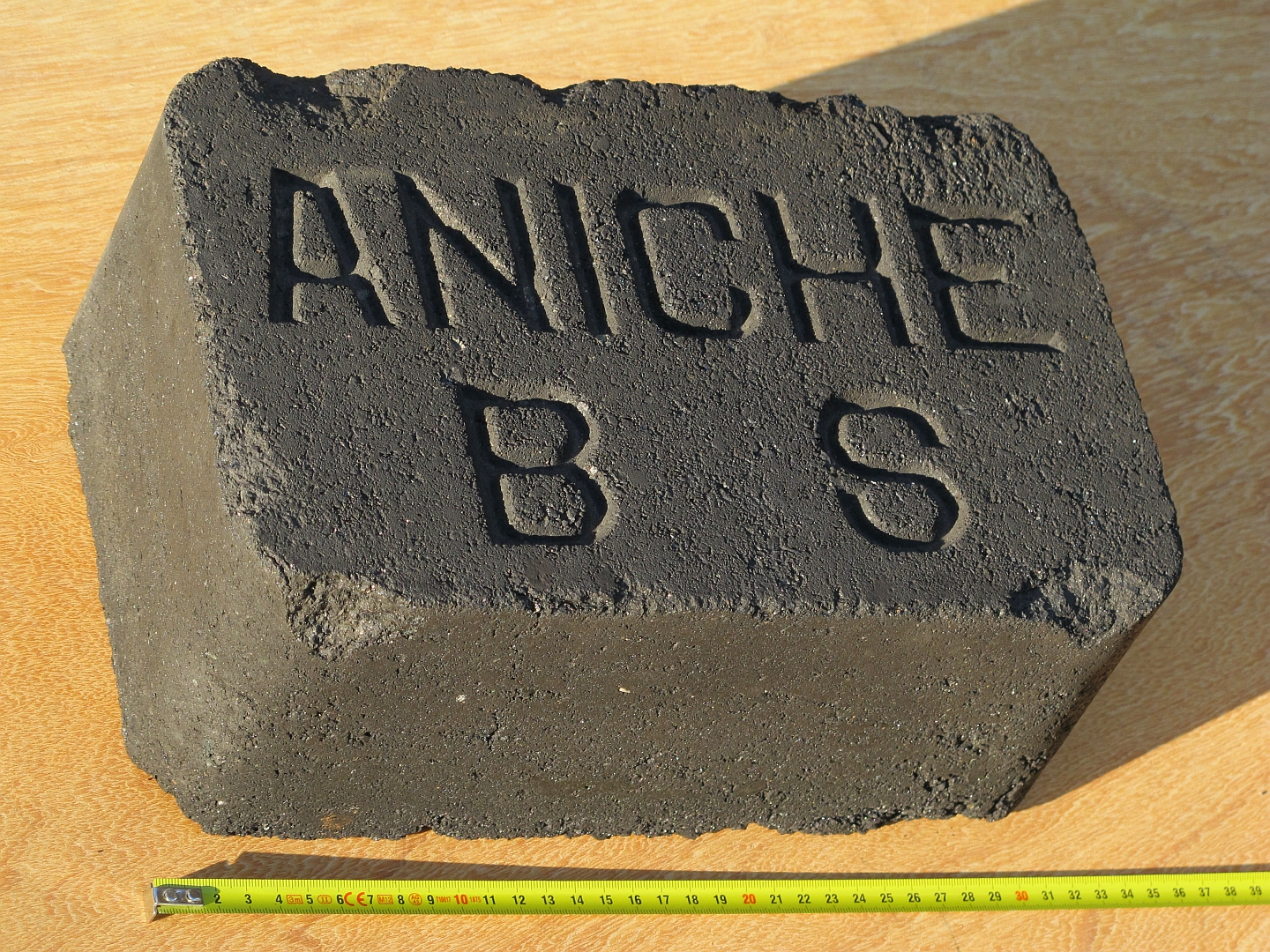
Bricchetta di carbon fossile

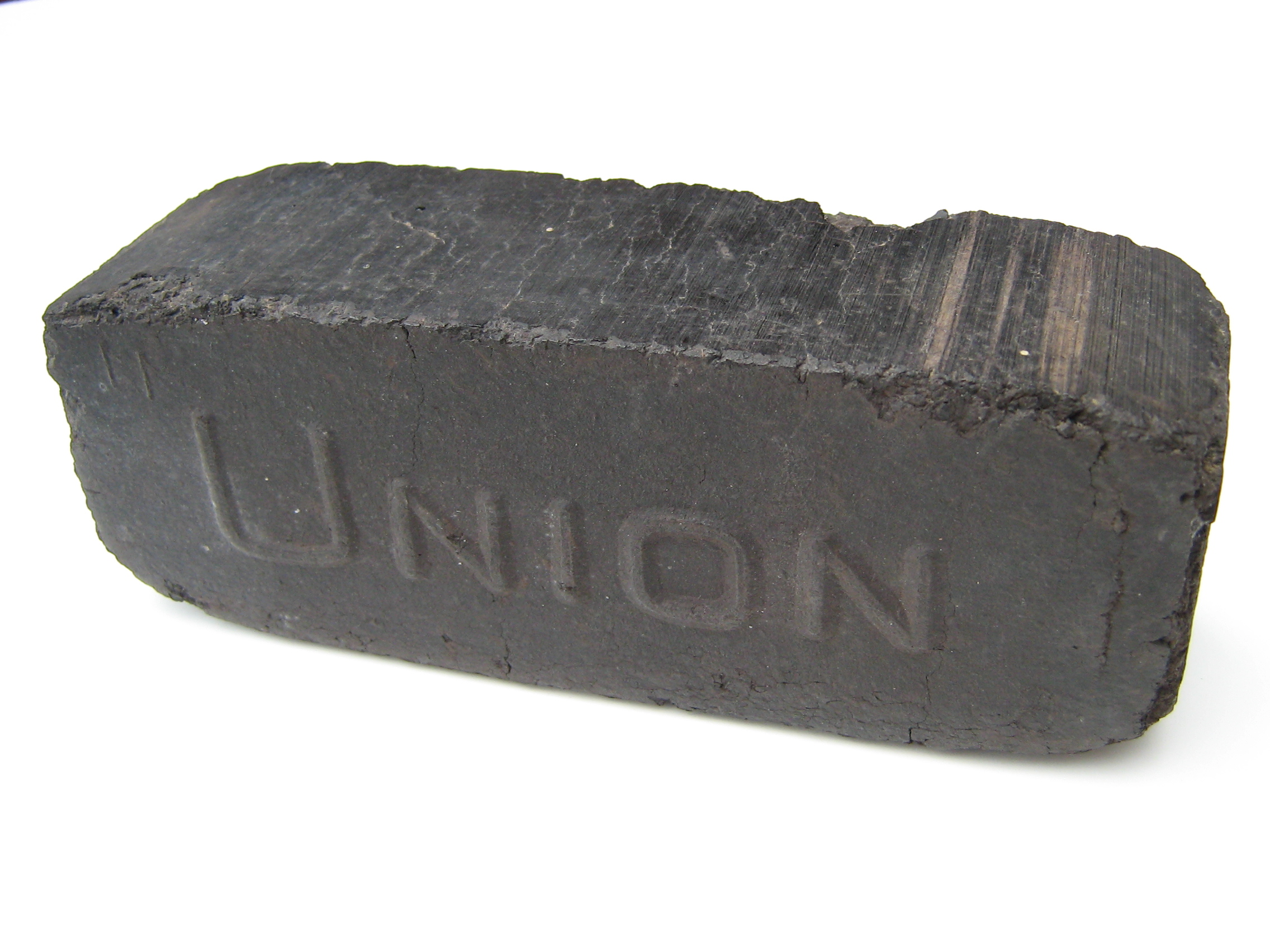
Bricchetta di lignite

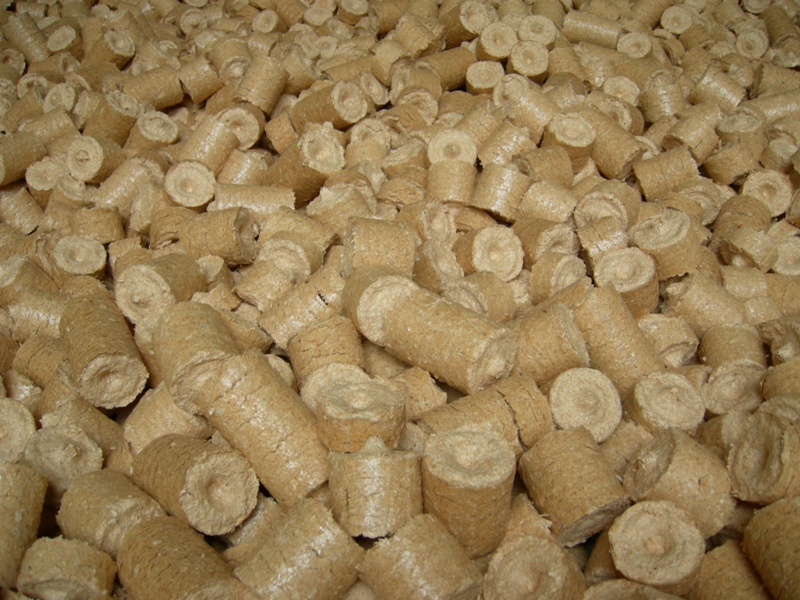
Bricchette.di legno

La bricchetta (dal francese briquette, diminutivo di brique; letteralmente in italiano "mattone") o talvolta anche bricchetto, è generalmente un blocco compresso a forma di mattonella costituita da materiale agglomerato; principalmente a tale lemma fa riferimento alla polvere di carbone o altro materiale combustibile in biomassa (ad esempio carbone di legna, segatura, trucioli di legno, torba o carta) utilizzato come combustibile o legna da ardere per accendere o alimentare un fuoco o una fiamma.
Il processo che porta alla formazione della bricchetta si chiama bricchettazione.

## Bricchetta di carbone
Le bricchette di carbone inizialmente vennero prodotte per poter utilizzare e bruciare meglio il carbone finemente frantumato, che era un prodotto di scarto ottenuto durante il processo di estrazione del carbone nelle miniere. Tali bricchette erano modellate a mano con un po' di argilla bagnata che veniva adoperata come legante.
Successivamente con lo sviluppo dell'ingegneria, in particolare con la creazione della pressa idraulica, divenne possibile produrre bricchette con un contenuto minimo di legante, utilizzando a tale scopo catrame o pece.